# ループシーケンサー ミュージックジェネレーター
『ループシーケンサー ミュージックジェネレーター』とは、サクセスから2005年3月31日に発売されたPlayStation 2用の音楽制作ソフトである。
本作は、1500種類以上のサンプル音源から任意のものを配置して曲を作っていく仕組みである。音源は小宮山雄飛やシン・ニシムラといったクラブおよびテクノミュージックのミュージシャンが制作している。

## 評価
ライターの石田賀津男はゲーム系のニュースサイト「Game Watch」に寄せた記事の中で本作について、厳密にはゲームではないとしつつも、適当に音を配置しても音楽として成立する点からゲーム性を見出しており、作曲の入門用ツールとしてはどうかと提案している。
一方、山道健介はニュースサイト「All About」に寄せた記事の中で本作を本格的なシーケンサーと呼んでおり、けれん味がないところに少し驚きがあったとしている。山道は本作について、PlayStation 2用ソフトとしては異例なまでの硬派な作りではあるが作業性を考えると見事に割り切ったとする一方、せっかく作った曲を外部に出力できないのは惜しいとしている。